# Fernando Coronil
Fernando Coronil (Veneçuela, 1944) fou professor d'Antropologia a la City University de Nova York. Catedràtic d'Antropologia de la City University de Nova York. Especialista en antropologia històrica i geopolítica, entre el 2004 i el 2005 va ser membre del Centre David Rockefeller d'Estudis Llatinoamericans de la Universitat Harvard. Ha publicat El estado mágico. Naturaleza, dinero y modernidad en Venezuela (Nueva Sociedad, 2002) i Crude Matters (2002), sobre el cop d'estat a Hugo Chávez. També ha coeditat el llibre States of Violence (amb Julie Skurski, The University of Michigan Press, 2006).